# Waldenburg (huyện)
Huyện Waldenburg (tiếng Pháp: District du Waldenburg, tiếng Đức: Bezirk Waldenburg) là một huyện hành chính của Thụy Sĩ. Huyện này thuộc bang Basel-Landschaft. Huyện Waldenburg có diện tích 105 km², dân số theo thống kê của cục thống kê Thụy Sĩ năm 1999 là 14984 người. Trung tâm của huyện đóng ở Waldenburg. Mã của huyện là 1305.